# Rickard Nyström
Rickard Nyström (ur. 5 czerwca 2006 w Espoo) – szwedzki skoczek narciarski. Uczestnik mistrzostw świata juniorów (2024 i 2025) oraz zimowego olimpijskiego festiwalu młodzieży Europy (2023). Medalista mistrzostw kraju.
W styczniu 2022 w Orkdal zajął ostatnie, 13. miejsce w mistrzostwach krajów nordyckich juniorów. W styczniu 2023 wystartował na zimowym olimpijskim festiwalu młodzieży Europy, plasując się na 41. pozycji w konkursie indywidualnym.
Nyström jest wielokrotnym medalistą mistrzostw Szwecji – stawał na najniższym stopniu podium tej imprezy w rywalizacji indywidualnej latem 2019, zimą 2020 i latem 2022.

## Mistrzostwa świata juniorów

### Indywidualnie
| 2024 Planica     | – | dyskwalifikacja |
| 2025 Lake Placid | – | 51. miejsce     |

### Starty R. Nyströma na mistrzostwach świata juniorów – szczegółowo
| Miejsce | Dzień     | Rok  | Miejscowość | Skocznia            | Punkt K | HS     | Konkurs  | Skok 1 | Skok 2 | Nota     | Strata    | Zwycięzca        |
| ------- | --------- | ---- | ----------- | ------------------- | ------- | ------ | -------- | ------ | ------ | -------- | --------- | ---------------- |
| —       | 8 lutego  | 2024 | Planica     | Srednja skakalnica  | K-95    | HS-102 | indywid. | DSQ    | DSQ    | DSQ      | DSQ       | Stephan Embacher |
| 51.     | 12 lutego | 2025 | Lake Placid | MacKenzie Intervale | K-90    | HS-100 | indywid. | 68,0 m | –      | 64,8 pkt | 193,3 pkt | Stephan Embacher |

## Zimowy olimpijski festiwal młodzieży Europy

### Indywidualnie
| 2023 Friuli-Wenecja Julijska/ Planica | – | 41. miejsce |

### Starty R. Nyströma na zimowym olimpijskim festiwalu młodzieży Europy – szczegółowo
| Miejsce | Dzień       | Rok  | Miejscowość | Skocznia           | Punkt K | HS     | Konkurs  | Skok 1 | Skok 2 | Nota     | Strata    | Zwycięzca        |
| ------- | ----------- | ---- | ----------- | ------------------ | ------- | ------ | -------- | ------ | ------ | -------- | --------- | ---------------- |
| 41.     | 23 stycznia | 2023 | Planica     | Srednja skakalnica | K-95    | HS-102 | indywid. | 69,5 m | –      | 71,1 pkt | 197,7 pkt | Stephan Embacher |

## FIS Cup

### Miejsca w poszczególnych konkursachFIS Cupu
stan po zakończeniu sezonu 2024/2025
| Źródło                                                                        | Źródło             | Źródło           | Źródło           | Źródło        | Źródło        | Źródło      | Źródło      | Źródło           | Źródło           | Źródło           | Źródło           | Źródło      | Źródło      | Źródło        | Źródło           | Źródło        | Źródło        | Źródło         | Źródło         | Źródło        | Źródło        | Źródło         | Źródło         | Źródło        | Źródło        | Źródło         | Źródło         | Źródło | Źródło | Źródło | Źródło | Źródło | Źródło | Źródło | Źródło | Źródło | Źródło | Źródło | Źródło |
| ----------------------------------------------------------------------------- | ------------------ | ---------------- | ---------------- | ------------- | ------------- | ----------- | ----------- | ---------------- | ---------------- | ---------------- | ---------------- | ----------- | ----------- | ------------- | ---------------- | ------------- | ------------- | -------------- | -------------- | ------------- | ------------- | -------------- | -------------- | ------------- | ------------- | -------------- | -------------- | ------ | ------ | ------ | ------ | ------ | ------ | ------ | ------ | ------ | ------ | ------ | ------ |
| Sezon 2023/2024                                                               |                    |                  |                  |               |               |             |             |                  |                  |                  |                  |             |             |               |                  |               |               |                |                |               |               |                |                |               |               |                |                |        |        |        |        |        |        |        |        |        |        |        |        |
| Szczyrk HS104                                                                 | Szczyrk HS104      | Einsiedeln HS117 | Einsiedeln HS117 | Villach HS98  | Villach HS98  | Râșnov HS97 | Râșnov HS97 | Kandersteg HS106 | Kandersteg HS106 | Notodden HS98    | Notodden HS98    | Falun HS100 | Falun HS100 | Szczyrk HS104 | Szczyrk HS104    | Oberhof HS100 | Oberhof HS100 | Zakopane HS140 | Zakopane HS140 | punkty        | punkty        | punkty         | punkty         | punkty        | punkty        | punkty         | punkty         | punkty | punkty | punkty | punkty | punkty | punkty | punkty | punkty | punkty | punkty | punkty |        |
| -                                                                             | -                  | -                | -                | -             | -             | -           | -           | -                | -                | 65               | 68               | 47          | 46          | -             | -                | -             | -             | -              | -              | 0             | 0             | 0              | 0              | 0             | 0             | 0              | 0              | 0      | 0      | 0      | 0      | 0      | 0      | 0      | 0      | 0      | 0      | 0      |        |
| Sezon 2024/2025                                                               |                    |                  |                  |               |               |             |             |                  |                  |                  |                  |             |             |               |                  |               |               |                |                |               |               |                |                |               |               |                |                |        |        |        |        |        |        |        |        |        |        |        |        |
| Hinterzarten HS109                                                            | Hinterzarten HS109 | Frenštát HS106   | Frenštát HS106   | Szczyrk HS104 | Szczyrk HS104 | Kranj HS109 | Kranj HS109 | Villach HS98     | Villach HS98     | Einsiedeln HS117 | Einsiedeln HS117 | Otepää HS97 | Otepää HS97 | Otepää HS97   | Kandersteg HS106 | Notodden HS98 | Notodden HS98 | Falun HS100    | Falun HS100    | Szczyrk HS104 | Szczyrk HS104 | Eisenerz HS109 | Eisenerz HS109 | Oberhof HS100 | Oberhof HS100 | Zakopane HS140 | Zakopane HS140 | punkty |        |        |        |        |        |        |        |        |        |        |        |
| -                                                                             | -                  | -                | -                | -             | -             | -           | -           | -                | -                | -                | -                | 42          | 43          | 52            | -                | 40            | 46            | 54             | 51             | -             | -             | -              | -              | -             | -             | -              | -              | 0      |        |        |        |        |        |        |        |        |        |        |        |
| Legenda                                                                       |                    |                  |                  |               |               |             |             |                  |                  |                  |                  |             |             |               |                  |               |               |                |                |               |               |                |                |               |               |                |                |        |        |        |        |        |        |        |        |        |        |        |        |
| 1 2 3 4-10 11-30 poniżej 30 dq – dyskwalifikacja - − zawodnik nie wystartował |                    |                  |                  |               |               |             |             |                  |                  |                  |                  |             |             |               |                  |               |               |                |                |               |               |                |                |               |               |                |                |        |        |        |        |        |        |        |        |        |        |        |        |